# Trenel (kommunhuvudort i Argentina)
Trenel är en kommunhuvudort i Argentina.   Den ligger i provinsen La Pampa, i den centrala delen av landet, 500 km väster om huvudstaden Buenos Aires. Trenel ligger 179 meter över havet och antalet invånare är 3 426.
Terrängen runt Trenel är platt, och sluttar österut. Runt Trenel är det mycket glesbefolkat, med 2 invånare per kvadratkilometer.. Trenel är det största samhället i trakten.
Trakten runt Trenel består till största delen av jordbruksmark.